# Fred Allen
Fred Allen (31 de maio de 1894 - 17 de março de 1956), nascido em Cambridge, Massachusetts, foi um famoso comediante estadunidense, apresentou um programa de rádio, entre 1934 e 1949.